# Ван (округ)
Ван (фр. Vannes) — округ (фр. Arrondissement) во Франции, один из округов в регионе Бретань. Департамент округа — Морбиан. Супрефектура — Ван.
Население округа на 2019 год составляло 286 941 человек. Плотность населения составляет 119 чел./км². Площадь округа составляет 2 416,2 км².

## Кантоны округа
Кантоны округа Ван (с 1 января 2017 года)
- Ван-1
- Ван-2
- Ван-3
- Гер
- Гран-Шан (частично)
- Кестамбер
- Мореак
- Мюзийак (частично)
- Сене

Кантоны округа Ван (с 22 марта 2015 года по 31 декабря 2016 года)
- Ван-1
- Ван-2 (частично)
- Ван-3
- Гер
- Гран-Шан (частично)
- Кестамбер
- Мореак
- Мюзийак (частично)
- Плоэрмель (частично)
- Сене

Кантоны округа Ван (до 22 марта 2015 года)
- Аллер
- Ван-Уэст
- Ван-Центр
- Ван-Эст
- Гран-Шан
- Гер
- Кестамбер
- Ла-Гасийи
- Ла-Рош-Бернар
- Ла-Трините-Пороэт
- Малетруа
- Морон
- Мюзийак
- Плоэрмель
- Рошфор-ан-Тер
- Сарзо
- Эльвен